# Grezsa Ferenc (orvos)
Grezsa Ferenc Dezső (Hódmezővásárhely, 1957. április 10. –) magyar orvos, pszichiáter, egyetemi tanár, országgyűlési képviselő.

## Életpályája

### Iskolái
1971–1975 között a Bethlen Gábor Gimnázium diákja volt. 1975–1981 között a SZOTE hallgatója volt. 1986-ban pszichiátriai szakvizsgát tett az Orvostovábbképző Intézetben. 2002-ben a Semmelweis Egyetemen mentálhigiénés szakemberi képesítést szerzett. 2005-ben a Károli Gáspár Református Egyetemen szupervizori képesítést kapott.

### Pályafutása
1981–1987 között a szegedi II. kórház pszichiátriai osztályán dolgozott segédorvosként illetve alorvosként. 1982-től a Szociálpszichiátriai Műhely alapító tagja. 1987–1995 között a Szegedi Ifjúsági Drogambulancia alapítója és vezetője volt. 1990-től a Magyar Szociálpszichológiai Társaság elnökségének tagja. 1991-től a Magyar Neurológiai Társaság tagja. 1992-től a Jászol Alapítvány tagja. 1995-től vállalkozó; 1995–1996 között, illetve 2002-től a Praxus Humán Erőforrásfejlesztő Központi Bt. igazgatója. 1996-tól a Gulág Alapítvány kuratóriumának tagja. 1996–1998 között az MTV Közalapítvány kuratóriumának elnökségi tagja volt. 1996–1999 között a Testnevelési Főiskola mentálhigiénés osztályán ügyvivő szakértő és egyetemi oktató volt. 2000-től a Magyar Mentálhigiénés Szövetségnek elnöke, majd tiszteletbeli elnöke; a www.necc.hu internetes ifjúsági mentálhigiénés szolgálat szakmai vezetője. 2000–2002 között a Stádium"31 Kft.-nél szervezet-fejlesztési tanácsadó és projekt stúdium vezető volt. 2003 óta a Károli Gáspár Református Egyetem Pszichológia Tanszékének adjunktusa és szakvezetője.

### Politikai pályafutása
1988 óta az MDF tagja volt. 1990–1993 között az MDF-frakció elnökségi tagja volt. 1990–1994 között országgyűlési képviselő (Csongrád megye) volt; a Szociális, családvédelmi és egészségügyi bizottság tagja volt. 1994-ben országgyűlési képviselőjelölt volt. 1994–1996 között az MDF országos elnökségi tagja volt.

## Családja
Szülei: Grezsa Ferenc (1932–1991) irodalomtörténész és Kertész Eszter Rebeka. 1986-ban házasságot kötött Tremkó Mariann-nal. Két gyermekük született: Anna (1988) és Balázs (1999).

## Művei
- A narkológia helyzete az átalakulás folyamatában. In.: Addictológia Hungarica (1993)
- Számadás (dokumentumok, tanulmányok, Budapest, 1994)
- Az Alföld program kulturális üzenete. In.: Magyarság és Európa (1994)
- A rendszerváltás hatása az ifjúság helyzetére és a drogpolitikára. In: Drog és politika (Budapest, 1994)
- Az Alföld helyzetének, problémájának komplex megközelítéséről. In.: Agrárvilág az Alföldön (Gyula, 1994)
- Mentálhigiéné és szociális gondoskodás Tatán (tanulmányok, Budapest, 1995)
- Tatai középiskolások drogfogyasztása (Budapest, 1995)
- A csongrádi menekülttábor; egy darabka Bosznia. In.: Végeken (1995)
- Veszélyes utakon (Drogprevenciós hangkazetta) (Budapest, 1996)
- Bevezetés a mentálhigiénébe (egyetemi jegyzet, 1998)

## Díjai
- Pro Urbe Hódmezővásárhelyért (2000)
- Miniszteri dicséret (2010)
- A Magyar Érdemrend tisztikeresztje (2015)[3]